# Шибертуйское сельское поселение
Се́льское поселе́ние «Шибертуйское» (бур. Шэбэртын hомон) — муниципальное образование в Бичурском районе Бурятии Российской Федерации.
Административный центр — улус Шибертуй.

## История
Статус и границы сельского поселения установлены Законом Республики Бурятия от 31 декабря 2004 года № 985-III «Об установлении границ, образовании и наделении статусом муниципальных образований в Республике Бурятия»

## Население
| 2002  | 2011  | 2012  | 2013  | 2014  | 2015  | 2016  |
| ----- | ----- | ----- | ----- | ----- | ----- | ----- |
| 1377  | ↗1489 | ↘1456 | ↘1433 | ↗1448 | ↘1424 | ↘1398 |
| 2017  | 2018  | 2019  | 2020  | 2021  | 2023  | 2024  |
| ↘1377 | ↘1371 | ↘1352 | ↘1316 | ↘1297 | ↘1268 | ↘1257 |

## Состав сельского поселения
| № | Населённый пункт | Тип населённого пункта       | Население |
| - | ---------------- | ---------------------------- | --------- |
| 1 | Дабатуй          | улус                         | ↘313      |
| 2 | Шибертуй         | улус, административный центр | ↗1167     |